# 村松美香
村松 美香（むらまつ みか、1969年1月30日 - ）は、日本の元女優。東京都渋谷区出身。血液型：О型。ジャパンアクションクラブ所属。

## 来歴・人物
堀越高等学校卒業。1983年5月にジャパンアクションクラブ養成所入り。1984年、ミュージカル『ゆかいな海賊大冒険』でデビュー。
明るい笑顔が特徴的で、堀越高等学校では同級生に藍田美豊・木村亜希・志村香・橋本美加子・森高千里・八木小織・安原麗子・山瀬まみがいた。

## 出演
- 巨獣特捜ジャスピオン （1985年） - キューティークイーン 役
- 太閤記 （1987年）
- 旅少女 （1987年、NHK） - 主演
- リメインズ 美しき勇者たち （1990年） - ユキ 役 ※第14回日本アカデミー賞 新人俳優賞[2]
- はみだし弁護士・巽志郎1 競馬場ギャル殺人事件! （1996年）- 寺井宏美 役
- 月曜ドラマランド『透明少女』[1]

## 音楽

### シングル
| 発売日       | 面      | タイトル             | 作詞     | 作曲     | 編曲     | 規格    | 規格品番 |
| 東芝EMI      | 東芝EMI | 東芝EMI              | 東芝EMI  | 東芝EMI  | 東芝EMI  | 東芝EMI | 東芝EMI  |
| ------------ | ------- | -------------------- | -------- | -------- | -------- | ------- | -------- |
| 1987年7月5日 | A       | 夢・人・旅           | 伊藤敏博 | 伊藤敏博 | 渡辺博也 | EP      | TP-17985 |
| 1987年7月5日 | B       | 夏しぐれ・せみしぐれ | 佐藤純子 | 桐ヶ谷仁 | 渡辺博也 | EP      | TP-17985 |